# Hille socken
Hille socken i Gästrikland ingår sedan 1971 i Gävle kommun och motsvarar från 2016 Hille distrikt.
Socknens areal är 256,19 kvadratkilometer, varav 245,19 land. År 2000 fanns här 5 804 invånare. Tätorterna Åbyggeby, Björke, Trödje och Forsby samt kyrkbyn Hille med Hille kyrka ligger i denna socken. 

## Administrativ historik
Hille socken har medeltida ursprung. Till Gävle stad har områden överförts: 1602 Testebo by (Norrlandet), 1894 Granskär och Rönnmalen, 1919 delar av hemmanen Nynäs, Sätra och Stig. 
Vid kommunreformen 1862 övergick socknens ansvar för de kyrkliga frågorna till Hille församling och för de borgerliga frågorna bildades Hille landskommun. Landskommunen inkorporerades 1969 i Gävle stad som 1971 ombildades till Gävle kommun.
1 januari 2016 inrättades distriktet Hille, med samma omfattning som församlingen hade 1999/2000.
Socknen har tillhört fögderier, tingslag och domsagor enligt vad som beskrivs i artikeln Gästrikland.  De indelta båtsmännen tillhörde Första Norrlands förstadels båtsmanskompani.

## Geografi
Hille socken ligger vid kusten med viss skärgård, närmast norr om Gävle med Testeboån i sydväst och vid Hille och Mårdängsjöarna som åtskils av en rullstensås. Socknen är slättbygd med odlingsbygd vid ån och vid sjöarna och skogsbygd i övrigt.

## Fornlämningar
Från bronsåldern finns gravrösen och från järnåldern gravfält. Björkebåten har daterats till 400 e.Kr. En runristning har noterats.

## Namnet
Namnet (1319 Hille) kommer från kyrkbyn och innehåller hill, 'hylla' här 'avsats, upphöjd plats' syftande på åsbranten vid Hillesjön.

## Joe Hill
Den amerikanske arbetarkämpen Joe Hill, bördig från Gävle, ska ha tagit sitt namn från Hille där hans far var född. Hans mor kallades Hille-Kajsa.

## Sägen om jungfru Hilleborg
Enligt sägen sägs det om att en jungfru Hilleborg grundade den första kyrkan i Hille. Hon föddes i Rom av en romersk mor och en fader från Hille. Detta kan ha tagit plats någon gång omkring 1000-talet.

## Befolkningsutveckling
| Befolkningsutvecklingen i Hille socken 1750–1990                                                         | Befolkningsutvecklingen i Hille socken 1750–1990 | Befolkningsutvecklingen i Hille socken 1750–1990 | Befolkningsutvecklingen i Hille socken 1750–1990 | Befolkningsutvecklingen i Hille socken 1750–1990 |
| --- | ------------------------------------------------ | ------------------------------------------------ | ------------------------------------------------ | ------------------------------------------------ |
| |                                                  |                                                  |                                                  |                                                  |
| År |                                                  |                                                  | Folkmängd                                        |                                                  |
| 1750 | 1750                                             |                                                  | 1 023                                            |                                                  |
| 1760 | 1760                                             |                                                  | 1 092                                            |                                                  |
| 1769 | 1769                                             |                                                  | 1 111                                            |                                                  |
| 1780 | 1780                                             |                                                  | 1 208                                            |                                                  |
| 1790 | 1790                                             |                                                  | 1 349                                            |                                                  |
| 1800 | 1800                                             |                                                  | 1 414                                            |                                                  |
| 1810 | 1810                                             |                                                  | 1 511                                            |                                                  |
| 1820 | 1820                                             |                                                  | 1 694                                            |                                                  |
| 1830 | 1830                                             |                                                  | 1 836                                            |                                                  |
| 1840 | 1840                                             |                                                  | 1 898                                            |                                                  |
| 1850 | 1850                                             |                                                  | 2 332                                            |                                                  |
| 1860 | 1860                                             |                                                  | 2 470                                            |                                                  |
| 1870 | 1870                                             |                                                  | 2 580                                            |                                                  |
| 1880 | 1880                                             |                                                  | 2 719                                            |                                                  |
| 1890 | 1890                                             |                                                  | 3 664                                            |                                                  |
| 1900 | 1900                                             |                                                  | 4 594                                            |                                                  |
| 1910 | 1910                                             |                                                  | 4 384                                            |                                                  |
| 1920 | 1920                                             |                                                  | 3 102                                            |                                                  |
| 1930 | 1930                                             |                                                  | 3 236                                            |                                                  |
| 1940 | 1940                                             |                                                  | 3 221                                            |                                                  |
| 1950 | 1950                                             |                                                  | 3 377                                            |                                                  |
| 1960 | 1960                                             |                                                  | 3 830                                            |                                                  |
| 1970 | 1970                                             |                                                  | 4 139                                            |                                                  |
| 1980 | 1980                                             |                                                  | 4 806                                            |                                                  |
| 1990 | 1990                                             |                                                  | 5 032                                            |                                                  |
| Anm: Källor: Umeå universitet - Tabellverket 1749-1859, Demografiska databasen, CEDAR, Umeå universitet. |                                                  |                                                  |                                                  |                                                  |